# Unterröd
Unterröd est une localité autrichienne. Elle fait partie de la commune de Perwang am Grabensee du district de Braunau am Inn en Haute-Autriche.